# ポピュラー和声
ポピュラー和声（ポピュラーわせい）ではジャズやポップスにおける和声進行（Chord progression）について記述する。和声（英: harmony, ハーモニー）は、メロディ、リズムとともに、音楽における要素の一つを指し、時間の流れの中でコードとコードを連結するときに起こる動的な響きの変化を、広義にいうものである。

## 機能和声
世界大百科事典によると、「今日、和声といった場合、音楽において和音が水平的・時間的に連結されたとき、その音響現象を意味する」とあるが、大半のジャズやポップスにおける和声は、17世紀後期から20世紀初頭までの西洋音楽において作曲技法の基礎となった狭義の和声、すなわち機能和声や、その核となる調性に基づいている。

### 調性
まず、機能和声において調性 "Tonality" がどのように確定するのかを示す。これは和音の機能（後述）を説明する基本的な概念となるからである。
長調のダイアトニック・コード（後述）の中で、最も響きが不安定な和音は V7 であり、最も響きが安定している和音は I△7 である（説明の簡略のため I6 は含めない）。ハ長調で説明するとそれぞれ G7 と C△7 である。次のようなコード進行を考える。
| C Major Key  | G7      | → | C△7   |
| 解決のようす | ファ シ | → | ミ ド |
| 音度記号     | V7      | → | I△7   |

この、不安定な和音から安定した和音への進行は、緊張→弛緩を感じせさ、聴き手に安心感を与える。これは、G7 のシとファはトライトーンといい、緊張感や不安定さを感じさせる音程である。それが C△7 の安定した音程であるドとミ（長3度）に進行することによるものである。これを解決する "Resolve" という。
短調の場合も同様で、
| C Minor Key  | G7      | → | Cm7 等 |
| 解決のようす | ファ シ | → | ♭ミ ド |
| 音度記号     | V7      | → | I-7 等 |

G7 のシとファが Cm7 等のドと♭ミ（短3度）に解決することにより、緊張→弛緩を感じせさ、聴き手に安心感を与える。
トライトーンの、長3度または短3度への解決が、調性を確定する重要な鍵となる。
また、G7のソがC△7のドに進行すること（強進行）も、弛緩を感じさせる。これは、ソの倍音に含まれるトライトーン（第5倍音と第7倍音によって形成される）が解決することによるものである。
まとめると、ドミナント・セブンス・コード V7 が I の和音（I、I△6、I△7、Im、Im6、Im7、Im△7）に進行すると調性が確定する。

### 和音の機能
前述の、ドミナント・セブンス・コード V7 のように、I の和音（I△7やIm7など）に解決すると調性を確定する働きをドミナント dominant という。ドミナントは「支配する」という意味である。また、I△7 や I-7 のように、最も安定感のある和音の働きをトニック tonic という。
次のようなコード進行を考える。
| C Major Key | C△7 | → | F△7  | → | G7 | → | C△7 |
| 音度記号    | I△7 | → | IV△7 | → | V7 | → | I△7 |

この進行を聴いた時、I△7→IV△7 で緩やかな高揚を感じ、IV△7→V7 で緊張を感じ、V7→I△7 で安心を感じる。このことから IV△7 は二次的に支配していると考えることができる。この働きをサブドミナント subdominant という。
長調において、IV の和音がマイナー・コードになることがある（IVm7 等）。これをサブドミナント・マイナー subdominant minor であるという。サブドミナント・マイナーの和音には、必ず音階上の ♭vi （ハ短調では ♭ラ）の音が含まれる。
まとめると、和音の機能は以下の4つに分けられる。
- トニック（T）
- ドミナント（D）
- サブドミナント（S）[注 2]
- サブドミナント・マイナー（SM）

### 和音
クラシックの理論では三和音 triad が単位であったが、ポピュラー音楽の理論では四和音 tetrad が単位となる（ほとんど三和音ばかりのポピュラー音楽も存在するが、ここで説明する和音の第7音または第6音が省略されたものと捉えることができる。つまり理論的にはまったく同じである）。
ポピュラー音楽の理論で主として扱う四和音には次の種類がある。
- セブンス・コード seventh chord
- シックスス・コード sixth chord

和音の構成音（和声音）は、セブンス・コードではRoot、3rd、5th、7thであり、シックスス・コードではRoot、3rd、5th、6thである。

#### ダイアトニック・コード
ダイアトニック・コード diatonic chord とは、長音階または短音階の構成音からなるコードである。
同じ機能を持つコードは互いに交換可能であり（代理和音 substitute chord またはサブコード sub chord であるという）、代理和音はT'のように「'」をつけて表記する。
以下に、ダイアトニック・コードとその機能を示す。
| コード | I△7 I6 | IIm7 IIm6 | IIIm7  | IV△7 IV6 | V7 | VIm7 | VIIm7(♭5) |
| 機能   | T      | S'        | T'(D') | S        | D  | T'   | D'(?)     |

| 1. 自然短音階 natural minor scale 上のダイアトニック・コード    |          |           |              |           |     |            |           |
| コード                                                          | Im7      | IIm7(♭5)  | ♭III△7 ♭III6 | IVm7 IVm6 | Vm7 | ♭VI△7 ♭VI6 | ♭VII7     |
| 機能                                                            | T        | SM'       | T'           | SM        | D   | SM'(T')    | SM'(D')   |
| 2. 和声的短音階 harmonic minor scale 上のダイアトニック・コード |          |           |              |           |     |            |           |
| コード                                                          | Im△7     | IIm7(♭5)  | ♭III△7+5     | IVm7 IVm6 | V7  | ♭VI△7 ♭VI6 | VIIdim7   |
| 機能                                                            | T        | SM'       | ×            | SM        | D   | SM'(T')    | D'        |
| 3. 旋律的短音階 melodic minor scale 上のダイアトニック・コード  |          |           |              |           |     |            |           |
| コード                                                          | Im△7 Im6 | IIm7 IIm6 | ♭III△7+5     | IV7       | V7  | VIm7(♭5)   | VIIm7(♭5) |
| 機能                                                            | T        | S'        | ×            | S(?)      | D   | T'(?)      | D'        |

※一般的な機能

T: トニック tonic、

S: サブドミナント subdominant、

SM: サブドミナント・マイナー subdominant minor、

D: ドミナント dominant、

×: 響きが奇異なためオーソドックスなスタイルでは使用されない。

#### ノン・ダイアトニックな代理和音
ノン・ダイアトニック・コード non diatonic chord とはダイアトニック・コード以外のコードであり、その中にはダイアトニック・コードと同じ機能を持つものがある。これをノン・ダイアトニックな代理和音という。
同じ機能を持つコード同士は、ダイアトニック・コードであるかノン・ダイアトニック・コードであるかにかかわらず、互いに交換可能な代理和音である。
以下にノン・ダイアトニックな代理和音を示す。
| コード    | 機能 | 備考 |
| --------- | ---- | --- |
| I7        | T    | I△7の第7音がブルー・ノートに転じたもの。                                                                                  |
| #IVm7(♭5) | T    | I△7またはI6にLydianスケールを適用してフレーズを作ることがある。このときのLydianスケールの第4音（#iv）をルートにした和音。 |
| ♭II7      | D    | V7と同じトライトーンを持つ、減5度上の調からの借用和音。V7 のトライトーン・サブスティテューション（裏コード）。            |
| IV7       | S    | IV△7の第7音がブルー・ノートに転じたもの。ドイツの六度と同度の構成音をもつ。                                               |
| VII7      | S    | IV7と同じトライトーンを持つ和音。IV7 のトライトーン・サブスティテューション（裏コード）。                                 |
| #IVm7(♭5) | S    | IV△7のルートが半音上げられた和音。                                                                                        |
| ♭II△7     | SM   | 短調のIIm7(♭5)のルートが半音下がった形。ナポリの六度（♭II△の第一転回形）の♭iiをルートとして表記し、第7音を付加した和音。  |
| ♭VI7      | SM   | 同主調の短調のダイアトニック・コードである♭VI△7の第7音がブルー・ノートに転じた和音。                                      |
| ♭VII7     | SM   | 同主調の短調のダイアトニック・コードからの借用和音。                                                                      |

※ トニックの#IVm7(♭5)とサブドミナントの#IVm7(♭5)とは前後の流れで判断できる。
| コード | 機能 | 備考 |
| ------ | ---- | --- |
| ♭II7   | D    | V7と同じトライトーンを持つ、減5度上の調からの借用和音。V7 のトライトーン・サブスティテューション（裏コード）。    |
| VII7   | S    | IV7と同じトライトーンを持つ和音。IV7 のトライトーン・サブスティテューション（裏コード）。                         |
| ♭II△7  | SM   | IIm7(♭5)のルートが半音下がった形。ナポリの六度（♭II△の第1転回形）の♭iiをルートとして表記し、第7音を付加した和音。 |
| ♭VI7   | SM   | ♭VI△7の第7音がブルー・ノートに転じた和音。                                                                        |

#### カデンツ（終止形）の法則
トニック、ドミナント、サブドミナント、サブドミナント・マイナーの各和音は、次の原理に基づいて進行する。これをカデンツの法則という。
1. T は D、S、SM に進行しうる。
2. D は必ず T に進行する。
3. S は T、D、SM に進行しうる。
4. SM は T、D に進行しうる。

※同じ機能のコードへの進行は基本的には常に可能。
※カデンツは調が一定の場合でのみ成り立つ。
以上をまとめると次のようになる。
- T  -  D  -  T
- T  -  S  -  T
変形として
  - T  -  SM  -  T
  - T  -  S  -  SM  -  T
- T  -  S  -  D  -  T
変形として
  - T  -  SM  -  D  -  T
  - T  -  S  -  SM  -  D  -  T

### ボイシングおよびボイス・リーディング
クラシック音楽におけるボイシング voicing（声部の配分）およびボイス・リーディング voice leading（声部の導き方）は、各旋律の独立性を重視した声部の書法 part writing が主であるが、ポピュラー音楽では、ある声部に和声的な厚みを持たせるためにその声部に従属した声部を配置するというセクションの書法（セクショナル・ハーモニー・英 sectional writing）も頻繁に用いられる。
セクションの書法ではクラシックの古典的和声における禁則がしばしば出現するが、これはほとんどの場合問題ではない。クラシックの古典的和声は対位法（声部の書法）の影響を色濃く受けているため、クラシックの古典的和声における禁則は対位法的な理由から禁止されているからである。対位法では、すべての声部は音楽的に対等な旋律を奏でるので、声部の独立性を阻害するボイシングは避けられるのである。対位法やクラシックの古典的和声では、すべての声部は音楽的に対等であり、どの声部が主でどの声部が従という奏で方はしないのである。
一方、セクションの書法では、明らかに主である旋律があり、その旋律に和声的な厚みを付けるために他の声部を従属させて配置する。ここでは、従属する声部に旋律的な独立性を持たせることは控えられ、ただ主となる旋律に和声を提供する役割を持つ。このため、クラシックの古典的和声における禁則は、セクションの書法ではほとんど意味を持たなくなる。しかしながら、早いパッセージで平行五度を避けるなど、クラシックにおける禁則の一部はセクションの書法でも良いアドバイスとなっている。
クラシック音楽でセクションの書法がまったく用いられないわけではないが、主ではない。

#### ハーモニック・バックグラウンド
主となる単旋律や、セクショナル・ハーモニーで旋律が奏でられているとき、和声的な伴奏を付けることがある。これをハーモニック・バックグラウンドという。ハーモニック・バックグラウンドで安定感のある響きを得たいときには、クラシックの古典的和声に準じたボイシングがよく行われる。

## モーダル・ハーモニー
モーダル・ハーモニー modal harmony とは、モード（教会旋法）を調として捉えて、和声を構成する技法。これは古楽復興が起こった20世紀前半から創められた。